# Kurokawa Kisho
Kurokawa Kisho (黒川 紀章 (Hắc Xuyên Kỉ Chương) Kurokawa Kishō, 8 tháng 4 năm 1934, Nagoya – 12 tháng 10 năm 2007, Tokyo) là một kiến trúc sư nổi tiếng thế giới người Nhật và là người sáng lập phong trào Chuyển hóa luận (Metabolism Movement).

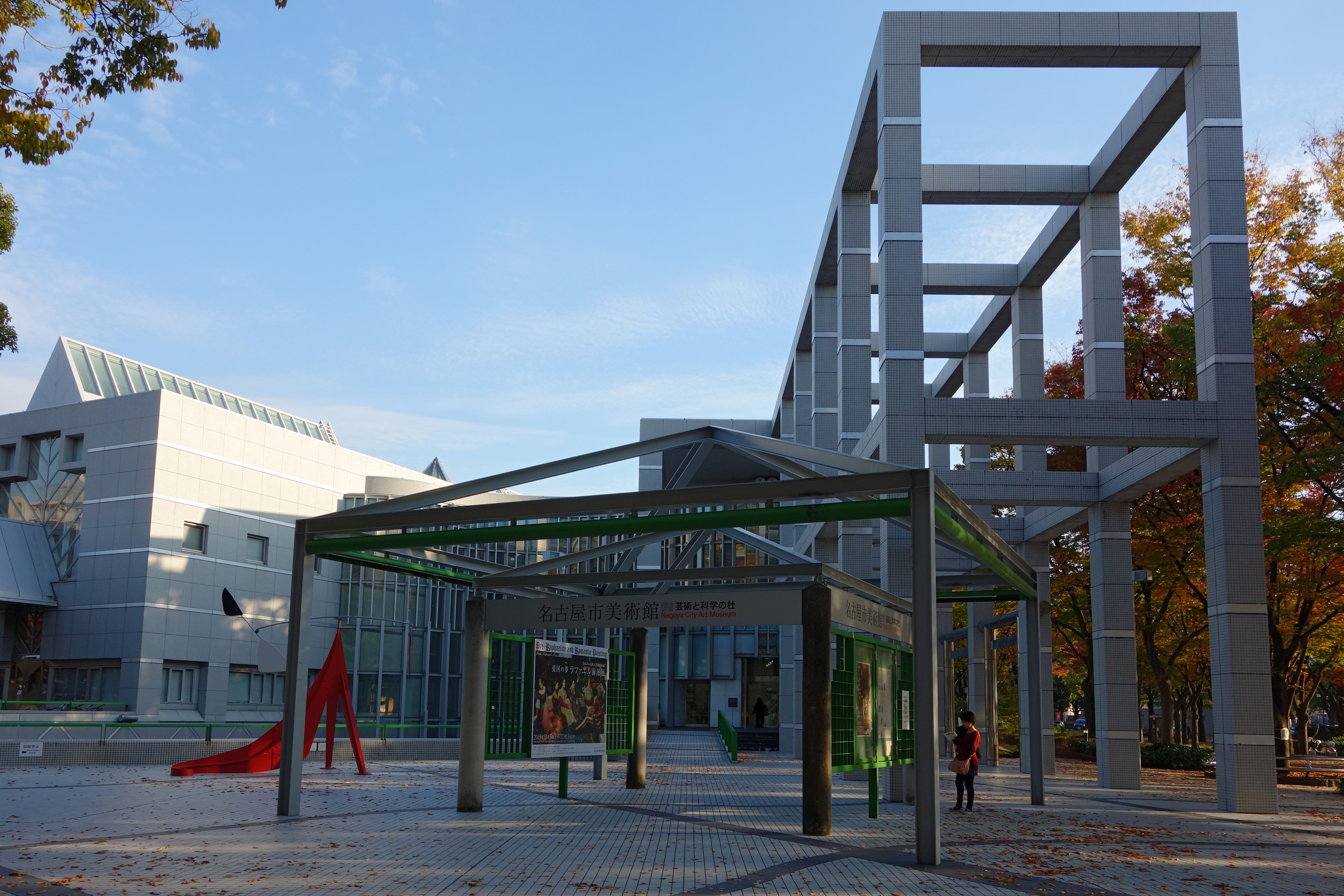
Lối vào của bảo tàng nghệ thuật Nagoya

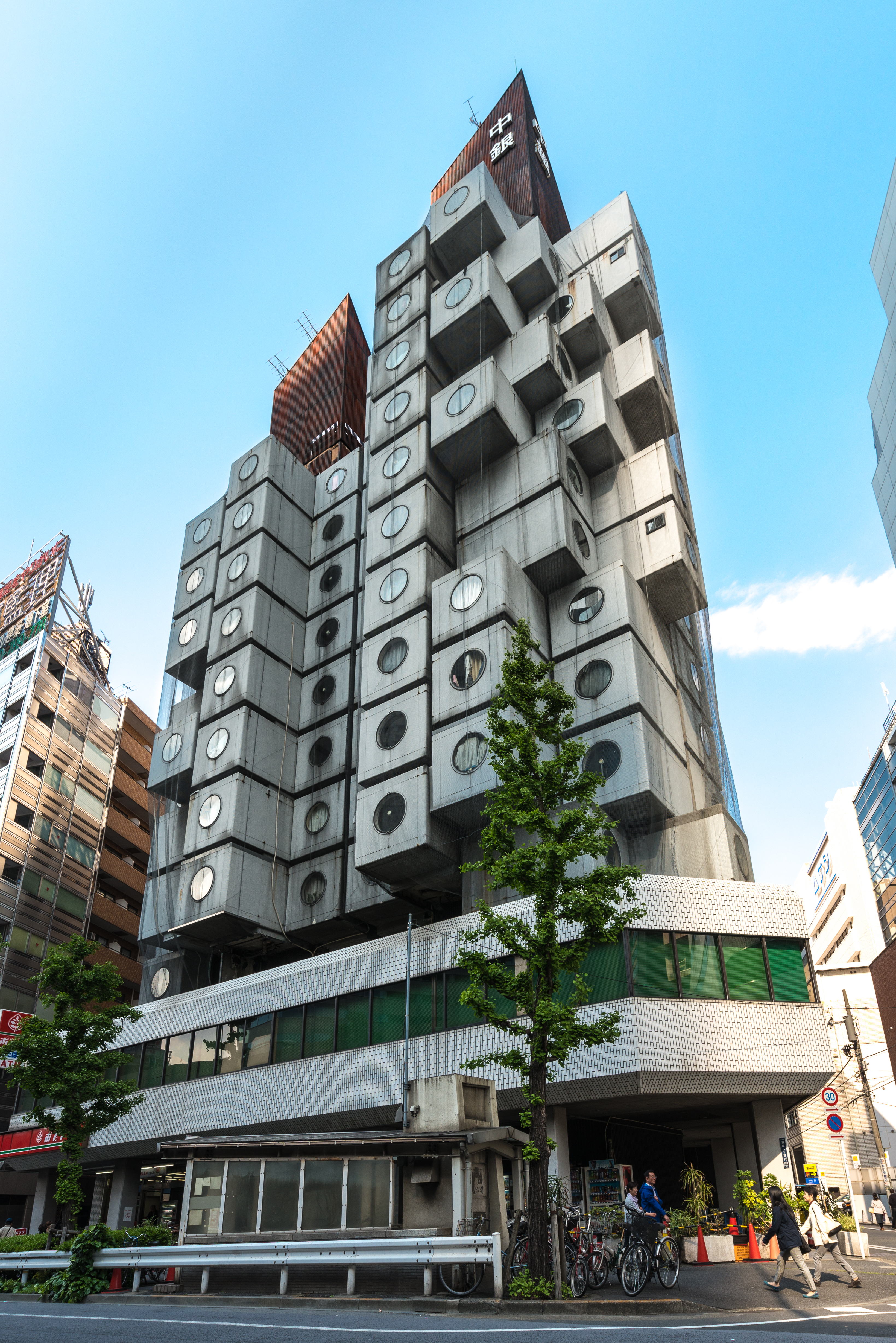
Tháp Nakagin Capsule. Toàn bộ tòa nhà được dựa trên hai nút giao thông, đồng thời là hai hệ kết cấu cực mạnh, từ đó vươn ra các "con nhộng" (là các đơn vị ở)

Ông theo học tại khoa kiến trúc tại Đại học Kyoto, tốt nghiệp năm 1957. Ông tiếp tục theo học tại trường kiến trúc Đại học Tokyo dưới sự hướng dẫn của Tange Kenzo và hoàn thành thạc sĩ năm 1959, và tiến sĩ năm 1964.
Cùng với vài người bạn, ông lập ra phong trào Chuyển hóa luận vào năm 1960. Đây là nhóm các kiến trúc sư theo trường phái Tiên phong Duy lý Nhật Bản, theo đuổi việc kết hợp và tuần hoàn của phong cách kiến trúc với triết lý phương Đông. Triển lãm thế giới Expo '70 tại Osaka được xem như đỉnh cao thành công của nhóm, tuy nhiên, nhóm đã tan với một thời gian sau đó.
Ngày 8 tháng 4 năm 1962, Kisho thành lập hãng thiết kế Kurokawa Kisho và cộng sự. Hiện nay, hãng có trụ sở tại Tokyo, và các chi nhánh tại Osaka, Nagoya, Kazakhstan, Kuala Lumpur và Bắc Kinh. Hãng được xếp hạng Văn phòng kiến trúc hạng 1 theo tiêu chuẩn Nhật Bản.

## Công trình trong những năm 1970
- Tháp Nakagin Capsule, Ginza, Tokyo, (1970-1972)
- Tháp Sony, Osaka, (1972-1976)
- Tateshina Planetarium, Hiroshima, (1976)
- Trụ sở Hội Chữ Thập Đỏ Nhật, Tokyo, (1975-1977)
- Bảo tàng Dân tộc học Osaka, Osaka, (1973-1977)

## Công trình trong những năm 1980
- Bảo tàng Nghệ thuật Hiện đại Saitama, Saitama, (1978-1982)
- National Bunraku Theater, Osaka, (1979-1983)
- Wacoal Kojimachi Building, Tokyo, (1982-1984)
- Chokaso, Tokyo, (1985-1987)
- Bảo tàng Nghệ thuật Nagoya, Nagoya, (1983-1987)
- Trung tâm Nhật-Đức tại Berlin, Berlin, (1985-1988)
- Văn phòng chính phủ tại Osaka, Osaka, (1988)
- Bảo tàng Nghệ thuật Hiện đại Hiroshima, Hiroshima, (1988-1989)

## Công trình trong những năm 1990
- Trung tâm Giới trẻ Trung-Nhật, (Bắc Kinh, (1987-1990)
- Trụ sở chính phủ Okinawa, Okinawa, (1988-1990)
- Câu lạc bộ thể thao tại Trung tâm Illinois, Chicago, (1987-1990)
- Melbourne Central, Melbourne, Úc, (1986-1991)
- Miki House New Office Building, Osaka, (1985-1991)
- Bảo tàng Nghệ thuật Nhiếp ảnh Nara, Nara, (1989-1991)
- Bảo tàng Louvain-La-Neuve, Bỉ, (1990-1992)
- Tháp Pacific, Paris, (1988-1992)
- Lane Crawford Place, Singapore, (1990-1993)
- Senkantei, Hyogo, (1992-1993)
- Bảo tàng Khoa học Ehime, Ehime, (1991-1994)
- Trung học Ishibashi, Tochigi, (1992-1994)
- Bảo tàng Nghệ thuật Hiện đại Wakayama/Bảo tàng Wakayama, Wakayama, (1990-1994)
- Khách sạn Kyocera, Kagoshima, (1991-1995)
- Tòa Thị chính Kibi-cho/Vòm Kibi, Wakayama, (1993-1995)
- Republic Plaza, Singapore, (1986-1995)
- Bảo tàng Nghệ thuật Fukui, Fukui, (1993-1996)
- Softopia Japan, Gifu, (1990-1996)
- Câu lạc bộ Golf Fujinomiya, Shizuoka, (1994-1997)
- Tòa Thị chính Kashima-machi, Kumamoto, (1995-1997)
- Bảo tàng Nghệ thuật Rôman Shiga Kogen, Yamanouchi, (1994-1997)
- Sân bay Quốc tế Kuala Lumpur, Kuala Lumpur, Malaysia, (1992-1998)
- New Wing of the Bảo tàng Van Gogh (Amsterdam, The Netherlands, 1990-1998)
- Amber Hall (Kuji, 1996-1999)
- O Residence (Tokyo, 1997-1999)

## Công trình kể từ năm 2000
- Quận Fukui Bảo tàng khủng long, Katsuyama, (1996-2000)
- Trung tâm Hội nghị quốc tế Osaka, Osaka, (1994-2000)
- Sân vận động Oita Oita, (1996-2001), used for the Football World Cup 2002)
- Toyota City Stadium, Toyota, (1997-2001)
- Sân bay quốc tế Astana, Astana, Kazakhstan, (2000-2003)
- Thư viện Quốc gia Tokyo, Roppongi, Tokyo, (2000-2005)
- Singapore Flyer, Singapore, (2005-2008)
- Design and Master Plan of Kazakhstan's New Capital (Astana, Kazakhstan, delayed due to budget problems)